# Smârdan (okręg Dolj)
Smârdan – wieś w Rumunii, w okręgu Dolj, w gminie Ciupercenii Noi. W 2011 roku liczyła 1231 mieszkańców.